# دايفيد فورجاكس
دايفيد فورجاكس (بالمجرية: Forgács Dávid)‏ هو لاعب كرة قدم مجري، ولد في 29 سبتمبر 1995 في سيجد في المجر. شارك مع منتخب المجر تحت 17 سنة لكرة القدم ومنتخب المجر تحت 21 سنة لكرة القدم. أما مع النوادي، فقد لعب مع أتالانتا ونادي بيزا.

## وصلات خارجية
- دايفيد فورجاكس على موقع قاعدة بيانات كرة القدم.إي يو (الإنجليزية)
- دايفيد فورجاكس على موقع Soccerway.com (الإنجليزية)
- دايفيد فورجاكس على موقع عالم كرة القدم.نت (الإنجليزية)
- دايفيد فورجاكس على موقع AS.com (الإسبانية)
- دايفيد فورجاكس على موقع GSA (الإنجليزية)